# Chiquinquirá (kommun)
Chiquinquirá är en kommun i Colombia.   Den ligger i departementet Boyacá, i den centrala delen av landet, 110 km norr om huvudstaden Bogotá. Antalet invånare är 55 786. Arean är 133 kvadratkilometer.
Terrängen i Chiquinquirá är varierad.